# William Thomas Lloyd Short
William Thomas Lloyd Short, né le 23 mai 1902 à Londres et mort le 22 août 1944 à Tortebesse, était un ingénieur britannique et un résistant engagé dans les Forces françaises de l'intérieur sous le pseudonyme "Jack". Promu au grade de lieutenant et responsable des transmissions et de l'interprétariat pour les maquis de la zone de guérilla n°3 du Puy-de-Dôme (secteur de Bourg-Lastic), il a été exécuté par des soldats allemands au cours d'une mission.
Il a été décoré de la médaille de la Résistance à titre posthume et déclaré mort pour la France. Une stèle commémorative a été érigée sur le lieu de son exécution à Tortebesse. Son corps a été inhumé dans le carré militaire du CWGC situé dans le cimetière des Carmes à Clermont-Ferrand.

## Décorations
- Médaille de la Résistance par décret du 30 septembre 2024
- Croix du combattant volontaire de la Résistance (1953)